# The Visit (pel·lícula)
The Visit és una pel·lícula americana de comèdia i terror escrita, co-produïda i dirigida per M. Night Shyamalan. És protagonitzada per Olivia DeJonge, Ed Oxenbould, Deanna Dunagan, Peter McRobbie i Kathryn Hahn. S'ha subtitulat al català.
Becca i el seu germà petit Tyler viuen amb la seva mare divorciada, qui va marxar de casa seva fa 15 anys i no té una bona relació amb els seus pares. Ara s'han trobat a través d'Internet i volen conèixer els seus nets, així que els conviden per passar una setmana a la seva granja mentre la seva mare se'n va fora amb el seu xicot. Becca, aspirant de cineasta, i el seu germà Tyler són benvolguts pels seus avis i Becca decideix fer un documental de la seva visita. Aviat veuen comportaments estranys i descobreixen secrets foscos i inquietants sobre els seus avis.
La pel·lícula es va estrenar a Amèrica del Nord l'11 de setembre del 2015, per Universal Pictures. Va rebre generalment crítiques positives, i alguns la van veure com una remuntada de Shyamalan, encara que molts consideren la seva pròxima pel·lícula, Split, com el seu veritable retorn. La pel·lícula va recaptar 98.5$ milions mundialment amb un pressupost de 5$ milions.

## Sinopsi
Becca i Tyler Jamison, de 15 i 13 anys respectivament, es preparen per visitar als seus avis mentre la seva mare divorciada, Loretta, se'n va en creuer amb el seu xicot. Loretta explica als seus fills que no ha parlat amb els seus pares des de fa 15 anys, després de marxar de casa i casar-se amb el seu mestre d'institut, de qui els seus pares van desaprovar. Sense haver conegut mai als seus avis, els nens pretenen enregistrar una pel·lícula documental sobre la seva visita, utilitzant una càmera de vídeo.

## Argument
Becca i Tyler coneixen per primera vegada els seus avis, referint-se cap a ells de manera afectuosa com a "Nana" i "Pop-Pop," a una estació de tren. Quan arriben a l'aïllada granja, els demanen a Becca i Tyler que no entrin al soterrani perquè conté motlles, i que l'hora d'anar a dormir és a les 9:30 cada vespre, després d'aquesta hora no haurien de deixar la seva habitació. La primera nit, una hora abans, el toc de queda, Becca s'aventura per baixar per veure alguna cosa que menjar i veu a Nana que vomita per tot arreu de la casa, el qual li espanta. Ella li diu a Pop-Pop, que ho descarta com grip estomacal. A continuació, li recorda que no surti de la seva habitació després de les 21:30.
Durant els següents dies, Becca i Tyler noten que els seus avis tenen un comportament més estrany i inquietant. Tyler entra a la caseta de Pop-Pop i troba una pila enorme de bolquers d'adults bruts. Becca pregunta a Nana sobre el dia en què Loretta va marxar de casa, i Nana comença a tremolar. Més endavant, Pop-Pop i Nana s'enfronten a una dona, ella se'n va cap al pati de darrere amb ells, però mai torna. Preocupat pels esdeveniments, Tyler decideix filmar en secret el que succeeix a la nit, però Nana descobreix la càmera oculta, agafa un ganivet gran i intenta sense èxit entrar al dormitori tancat dels nens.
Quan Becca i Tyler miren la gravació de la càmera on surt Nana amb el ganivet, es posen en contacte amb Loretta i li demanen que vingui a buscar-los. Mostren les imatges registrades amb la càmera a la seva mare, ella entra en pànic i diu que no són els seus pares. Tenint en compte que han estat amb desconeguts durant tota la setmana, els adolescents intenten sortir de casa, però Nana i Pop-Pop els atrapen i els forcen a jugar Yahtzee. Més endavant, Becca es fica al soterrani i troba els cadàvers dels seus avis reals, juntament amb els uniformes de l'hospital mental on van treballar, això va revelar que els impostors són uns pacients escapats. Pop-Pop agafa a Becca i la reté a la seva habitació amb Nana, que intenta menjar-se-la. A continuació, comença a turmentar psicològicament a Tyler posant-li a la cara el seu bolquer brut. Becca mata a Nana amb un fragment de vidre d'un mirall trencat, després arriba a la cuina i ataca Pop-Pop. Mentre Pop-Pop comença a guanyar el màxim avantatge, Tyler el tira a terra i el mata copejant-li al cap amb la porta de la nevera. Els nens escapen a fora de la ciutat, on són atesos pels oficials de policia i la seva mare.
Finalment, després d'això, Becca li pregunta a Loretta el que va passar el dia que va marxar de casa. Loretta afirma que va tenir una gran discussió amb els seus pares, durant la cual va colpejar a la seva mare i va ser copejada pel seu pare. Loretta va marxar de casa i va ignorar els seus intents de contactar-la. Loretta conclou que la reconciliació sempre va ser possible si ella ho hagués volgut. Aleshores li diu a Becca que no continui enfadada per l'abandó de la seva mare i pare.

## Repartiment
- Olivia DeJonge com a Becca Jamison[2]
- Ed Oxenbould com a Tyler Jamison[2]
- Deanna Dunagan com a Maria Bella Jamison (Claire), també com a "Nana"[2]
- Peter McRobbie com a Frederick Spencer Jamison (Mitchell), també com a "Pop-Pop"[2]
- Kathryn Hahn com a Loretta Jamison, mare de Becca i Tyler[2]
- Celia Keenan-Bolger com a Stacey
- Benjamin Kanes com a pare de Corin, Becca i Tyler[2]

## Producció
El rodatge va començar el 19 de febrer de 2014, sota el títol preliminar de Sundowning. Sundowning és l'augment de la inquietud i la confusió d'alguns pacients de demència durant la tarda i la nit. Blinding Edge Pictures va ser la productora, amb la producció de Shyamalan i Marc Bienstock, i Steven Schneider i Ashwin Rajan com a productors executius. Més tard, el productor Jason Blum i la seva empresa Blumhouse Productions van ser inclosos en els crèdits. Tot i que milers de nens nord-americans van ser audicionados per als dos papers principals de la pel·lícula Becca i Tyler, en el qual Shyamalan més tard es va caracteritzar per ser "una casualitat total", finalment va escollir un parell d'actors juvenils australians relativament desconeguts, Olivia DeJonge i Ed Oxenbould.
Shyamalan va admetre que tenia problemes per mantenir el to de la pel·lícula coherent durant la fase d'edició, explicant a Bloody Disgusting que el primer tall de la pel·lícula s'assemblava més a una pel·lícula d'art que a una pel·lícula de terror. Un segon tall va anar en sentit contrari i la pel·lícula es va convertir en una comèdia. Finalment, va aconseguir un equilibri mitjà i va tallar la pel·lícula com un thriller, que, segons ell, va ajudar a lligar els diferents elements, ja que "podrien romandre al servei de la pel·lícula".
No hi ha cap música cinematográfica a la majoria de la pel·lícula, com és habitual en aquest tipus de pel·lícules. A Paul Cantelon se li atribueix el “epilogue theme”. Durant la pel·lícula s'escolten algunes cançons.

## Estrena
Universal Pictures va començar el llançament deThe Visit als Estats Units l'11 de setembre de 2015. El 17 d'abril de 2015, el primer tràiler oficial va ser llançat als cinemes, conjuntament amb la pel·lícula Unfriended, i es va publicar en línia a la setmana següent. La pel·lícula es va estrenar a Irlanda el 30 d'agost de 2015, en una projecció especial a la qual va assistir Shyamalan.

### DVDs
The Visit es va publicar en format Blu-ray i DVD el 5 de gener del 2016.

## Recepció

### Taquilla
The Visit va recaptar més de 65,2 milions de dòlars als Estats Units i al Canadà i més de 33,2 milions de dòlars en altres territoris per un total mundial de més de 98,4 milions de dòlars, contra un pressupost de 5 milions de dòlars.
La pel·lícula va recaptar 25,4 milions de dòlars en el seu primer cap de setmana, i va acabar segon a la taquilla de The Perfect Guy per només $460.000.

### Crítiques
The Visit va rebre ressenyes de crítiques diverses. A la pàgina web de Rotten Tomatoes, la pel·lícula té una qualificació d'aprovació del 66%, basada en 222 comentaris, amb una qualificació mitjana de 5,78 / 10. El consens crític del lloc diu: "The Visit ofereix als aficionats al terror una barreja satisfactòria d'emocions i rialles, i també mostra una benvinguda al retorn del director i escriptor M. Night Shyamalan". A Metacritic, la pel·lícula té una puntuació de 55 sobre 100 basada en 34 crítiques, indicant "comentaris mixtos o mitjans". Les audiències enquestades per CinemaScore van donar a la pel·lícula una nota mitjana de "B-" en una escala A+ a F.
Scott Mendelson, de Forbes, va qualificar la pel·lícula de Shyamalan com "un triomf deliciós i divertit". També va escriure: "The Visit és la que hem estat esperant, gent. És bona. Oh, paraula, és bona. Però, el que és més important, és excel·lent de manera específica que ens recorda per què M. Night Shyamalan va ser una vegada tal meravella. És ricament humanista, ple de personatges que esbossen individualment i que sovint brillen amb enginy i sorprenent decència". A The New York Times, Manohla Dargis va descriure la pel·lícula com "un conte de fades divertit". Shyamalan ha tornat als conceptes bàsics, "amb una història i una escala desproveïdes, un repartiment (excel·lent) en gran part desconegut i un d'aquells contes clàssicament tenyits de perill infantil que han generat fiabilitat per a generacions de públic". Ella, amb altres crítics, va veure la pel·lícula com una versió moderna del clàssic conte de fades Hansel i Gretel.
A la seva columna per a The Observer, Mark Kermode va qualificar la pel·lícula, dient que pot ser pitjor que Lady in the Water. Va escriure: «Es tracta de ser una pel·lícula de terror? O una comèdia? La publicitat l'anomena "un thriller original", però no és cap d'aquestes coses. Només la "prova de resistència" descriu adequadament els maniquís mal controlats que es produeixen». Mike McCahill va donar a la pel·lícula una estrella (de cinc) en la seva ressenya per a The Guardian, i va dir que era "avorrit, derivat i sense problemes".

## Nominacions
| Premi                                      | Categoria                                        | Intèrpret                            | Resultat |
| ------------------------------------------ | ------------------------------------------------ | ------------------------------------ | -------- |
| Premis Fangoria Chainsaw                   | Millor pel·lícula d'estrena nacional             | M. Night Shyamalan                   | Nominat  |
| Premis Fangoria Chainsaw                   | Pitjor pel·lícula                                | Pitjor pel·lícula                    | Nominat  |
| Premis Fangoria Chainsaw                   | Millor actriu secundària                         | Deanna Dunagan                       | 3r lloc  |
| Premis Fright Meter                        | Millor actriu secundària                         | Deanna Dunagan                       | Guanyat  |
| Premi Golden Raspberry                     | Premi The Razzie Redeemer                        | M. Night Shyamalan                   | Nominat  |
| Premi Golden Schmoes                       | Millor pel·lícula de terror de l'any             | Millor pel·lícula de terror de l'any | Nominat  |
| Premi Online Film & Television Association | Millor actuació juvenil                          | Ed Oxenbould                         | Nominat  |
| Phoenix Film Critics Society               | Millor actuació juvenil                          | Ed Oxenbould                         | Nominat  |
| Rondo Hatton Classic Horror                | Millor Pel·lícula                                | M. Night Shyamalan                   | Nominat  |
| Premis Saturn                              | Millor Pel·lícula de Terror                      | Millor Pel·lícula de Terror          | Nominat  |
| Premis Saturn                              | Millor actuació juvenil                          | Olivia DeJonge                       | Nominat  |
| Premi Young Artist                         | Millor actriu principal jove en un llargmetratge | Olivia DeJonge                       | Nominat  |